# Kaiser (Familienname)
Kaiser ist ein deutscher und niederländischer Familienname.

## Bedeutung des Namens
Kaiser ist ein im deutschen Sprachraum verbreiteter Neck- oder Übername zu mhd. keiser ‚Kaiser‘, wohl als Anspielung auf das stolze, eitle Verhalten früherer Namensträger. Gelegentlich kann diesem Familiennamen ein Hausname zugrunde liegen. Ein Haus zume Keiser ist 1320 in Worms bezeugt.

## Verbreitung des Namens

### Deutschland und Österreich
In Deutschland tragen ca. 32.000 Familien diesen Namen, in Österreich ca. 3000 Familien.

### Schweiz
Der Familienname kommt in den Schreibweisen Kaiser, Kayser, Keiser und Keyser in zahlreichen Kantonen der Schweiz vor.

### Niederlande
In den Niederlanden kommt der Name Kaiser auch ohne erkennbaren Schwerpunkt vor. Er ist in anderen Schreibweisen sehr häufig.

### Belgien
In Belgien kommt der Name Kaiser/Keiser ebenfalls vor, vor allem an der Grenze zu Deutschland.

### Frankreich
Auch in Frankreich ist der Name in den Schreibweisen Kaiser, Keiser, Kaizer, Keizer mindestens seit dem 19. Jahrhundert häufig, vor allem in Elsass-Lothringen und angrenzenden Gebieten, und hat sich von dort über das Land verbreitet.

### Italien
In Italien kommen die Schreibweisen Kaiser, Kayser, Keiser, Keyser, Keyzer, Keizer vor.

### USA
Der Name ist durch Auswanderer aus dem deutschsprachigen Europa in die USA gekommen. Er gehört zu den 50.000 häufigsten Namen.

## Schreibweisen
- Kaiser
- Kajzer
- Kayser
- Kaysser
- Kayßer
- Keiser
- Keyser
- Keysser
- Keyßer

In den Niederlanden auch unter anderem:
- Kaizer
- Keizer (2203×)
- Keijser (253×)
- Keijzer (1605×)

Der Familienname Caesar ist die latinisierte Form des Familiennamens Kaiser.
Siehe auch: Quaiser

## Namensträger

### A
- A. Dale Kaiser (Armin Dale Kaiser; 1927–2020), US-amerikanischer Biologe
- Abraham Adolf Kaiser (1874–1942), deutscher Widerstandskämpfer
- Adam Kaiser (1900–1987), deutscher Politiker (CSU)
- Adolph Kaiser  (1804–1861), Zeichner und Landschaftsmaler
- Adolf Kaiser (Politiker) (1836–1913), Schweizer Chemiker, Physiker und St. Galler Regierungsrat
- Alain Kaiser (* 1991), Schweizer Unihockeyspieler
- Albert Kaiser (Karikaturist) (1892–1973), luxemburgischer Karikaturist und Gewerkschafter
- Albert Kaiser (Dichter) (1900–1985), deutscher Mundartdichter
- Albert E. Kaiser (1920–2004), Schweizer Dirigent und Musikpädagoge
- Aletta Lorentz-Kaiser (1858–1931), niederländische Frauenrechtlerin
- Alexander Kaiser (Maler, 1819) (1819–1872), österreichischer Maler und Lithograf
- Alexander Kaiser (Musiker) (* 1973), deutscher Musiker und Textdichter
- Alexander M. Kaiser (Alexander Maximilian Kaiser, Künstlername A. M. Cay; 1887–1971), deutscher Maler, Grafiker und Karikaturist
- Alfons Kaiser (* 1965), deutscher Journalist
- Alfred Kaiser (Afrikaforscher) (1862–1930), Schweizer Afrikaforscher
- Alfred Kaiser (Komponist) (1872–1917), Komponist und Librettist
- Alfred Kaiser (Fußballspieler, 1934) (* 1934), deutscher Fußballspieler
- Alfred Kaiser (Filmschaffender) (1940–1994), österreichischer Filmschaffender, Maler und Komponist
- Alfred Kaiser (Fußballspieler, 1947) (* 1947), französischer Fußballspieler
- Alfred Kaiser (Grafiker) (* 1949), deutscher Maler und Grafiker
- Andrea Kaiser (* 1982), deutsche Moderatorin
- Andreas Kaiser (Fußballspieler) (* 1964), deutscher Fußballspieler
- Andreas Kaiser (Künstler) (* 1967), deutscher Künstler
- Andreas Faber-Kaiser (1944–1994), spanischer Schriftsteller und Ufologe
- Anelis Kaiser-Trujillo, deutsche Psychologin und Hochschullehrerin
- Angela Kaiser-Lahme (* 1960), deutsche Historikerin
- Anja Kaiser (* 1986), deutsche Kommunikationsdesignerin
- Anna-Bettina Kaiser (* 1976), deutsche Rechtswissenschaftlerin und Hochschullehrerin
- Anne Kaiser (* 1987), deutsche Fußballspielerin
- Annemarie Kaiser (Malerin) (1923–1993), deutsche Malerin und Kunstlehrerin
- Annemarie Buchholz-Kaiser (1939–2014), Schweizer Psychologin
- Annette Kaiser (* 1948), Schweizer Mystikerin und Sufi
- Anton Kaiser (Maler) (1863–1944), österreichischer Maler, Grafiker und Illustrator
- Anton Kaiser (Innenarchitekt) (1899–nach 1942), deutscher Innenarchitekt, Designer und Maler
- Anton Kaiser (Gewerkschafter) (1919–2010), deutscher Gewerkschafter und Politiker (KPD, DKP)
- Anton Kaiser (Fotograf) (1926–2013), deutscher Fotograf
- Astrid Kaiser (* 1948), deutsche Erziehungswissenschaftlerin
- August Kaiser (Publizist), deutscher Publizist
- August Kaiser (Politiker, 1850) (1850–1908), österreichischer Agrarier und Politiker (DVP)
- August Reinhold Kaiser (1805–1874), deutscher Verwaltungsbeamter und Politiker
- Augusta Kaiser (1895–1932), deutsche Bildhauerin und Keramikerin
- Axel Kaiser (* 1981), chilenischer Schriftsteller, Rechtsanwalt und Politikwissenschaftler

### B
- Ben Kaiser (* 1984), deutscher Filmeditor und Kameramann
- Benedikt Kaiser (* 1987), deutscher Schriftsteller
- Bernd Kaiser (Archäologe) (1942–1974), deutscher Archäologe
- Bernd Kaiser (Ruderer) (* 1951), deutscher Ruderer
- Bernhard Kaiser (* 1954), deutscher Theologe
- Berta Kaiser (1875–1962), deutsche Malerin
- Bo Kaiser (1930–2021), schwedischer Regattasegler
- Brittany Kaiser (* 1988), US-amerikanische Whistleblowerin
- Bruno Kaiser (1911–1982), deutscher Bibliothekar, Germanist und Widerstandskämpfer

### C
- Carl Kaiser (Unternehmer) (1859–1945), deutscher Handelsunternehmer
- Carl Kaiser (Eishockeyspieler) (Carl Joseph Kaiser; * 1927), kanadischer Eishockeyspieler
- Carl Kaiser (Politiker) (* 1949), liechtensteinischer Politiker (FBP)
- Carl Kaiser-Herbst (1858–1940), österreichischer Maler
- Carl-Christian Kaiser (1931–2019), deutscher Journalist
- Carl Gangolph Kaiser (1837–1895), österreichischer Architekt, siehe Carl Gangolf Kayser
- Carlos Kaiser (* 1963), brasilianischer Fußballspieler
- Céline Kaiser (Germanistin) (* 1970), deutsche Germanistin, Literaturwissenschaftlerin, Theaterpädagogin und Hochschullehrerin
- Céline Kaiser (* 1998), deutsche Triathletin
- Christian Kaiser (Verleger), deutscher Buchhändler und Verleger in München
- Christian Kaiser (Schauspieler) (* 1961), Schweizer Schauspieler
- Christian Kaiser (Basketballtrainer) (* 1983), deutscher Basketballtrainer
- Christina Baas-Kaiser (1938–2022), niederländische Eisschnellläuferin
- Christoph Kaiser (Schauspieler) (* 1963), deutscher Schauspieler und Regisseur
- Christoph Kaiser (Koch) (* 1990), deutscher Koch
- Christoph M. Kaiser (* 1964), deutscher Filmkomponist, Musiker und Produzent
- Claudia Kaiser (* 1965), deutsche Autorin, Drehbuchautorin, Übersetzerin und Musikerin
- Clemens Kaiser-Breme (1908–1997), deutscher Sänger (Bariton) und Musikpädagoge
- Curt Kaiser (1865–1940), deutscher Politiker, Oberbürgermeister von Neukölln

### D
- Dagmar Kaiser (1962–2021), deutsche Rechtswissenschaftlerin
- Daniel Kaiser (Ringer), Schweizer Ringer
- Daniel Kaiser (Journalist) (* 1972), deutscher Rundfunkjournalist
- Daniel Kaiser (Komponist) (* 1976), deutscher Filmkomponist und Musiker
- Daniel Kaiser (Moderator) (* 1986), deutscher Moderator
- Daniel Kaiser (Voltigierer) (* 1986), deutscher Voltigierer
- Daniel Kaiser (Fußballspieler) (* 1990), deutscher Fußballspieler
- Daniel Dominik Kaiser-Küblböck, wirklicher Name von Daniel Küblböck (1985–2018), deutscher Sänger
- Darius Kaiser (* 1961), deutscher Radrennfahrer
- David Kaiser (Wissenschaftshistoriker) (* 1971), US-amerikanischer Wissenschaftshistoriker
- David Kaiser (Schauspieler) (* 1981), Schauspieler, Sprecher und Sänger
- David E. Kaiser (* 1947), US-amerikanischer Historiker
- Detlef Kaiser (Musiker) (* 1955), deutscher Pianist und Hochschullehrer
- Detlef Kaiser (Physiker) (* 1958), deutscher Physiker und Hochschullehrer
- Dominik Kaiser (Unternehmer) (* 1969), Schweizer Produzent und Unternehmer
- Dominik Kaiser (Fußballspieler) (* 1988), deutscher Fußballspieler
- Dora Kaiser (1899–1972), österreichische Schauspielerin
- Dorothea Kaiser (* 1940), deutsche Schauspielerin
- Dshamilja Kaiser, deutsche Opernsängerin (Mezzosopran)

### E
- Edgar F. Kaiser (1908–1981), US-amerikanischer Unternehmer
- Edmond Kaiser (1914–2000), französischer Schriftsteller und Menschenrechtsaktivist
- Edouard Kaiser (Maler, 1855) (1855–1931), Schweizer Maler
- Edouard Kaiser (Maler, 1892) (1892–1957), Schweizer Maler
- Eduard Kaiser (Politiker) (1813–1903), deutscher Arzt und Politiker
- Eduard Kaiser (Maler) (1820–1895), österreichischer Maler und Lithograf
- Eduard Kaiser (Architekt) (1831–1911), österreichischer Architekt und Baumeister
- Eduard Kaiser (Industrieller) (1855–1911), deutscher Montanindustrieller
- Egon Kaiser (1901–1982), deutscher Bandleader und Arrangeur
- Elfriede Kaiser-Nebgen (1890–1983), deutsche Gewerkschafterin
- Elisabeth Kaiser (* 1987), deutsche Politikerin (SPD)
- Elke Kaiser (* 1964), deutsche Archäologin und Hochschullehrerin
- Emil Kaiser (Komponist, 1853) (1853–1929), deutscher Komponist, Musiker und Kapellmeister
- Emil Kaiser (Topograf) (1855–1882), deutscher Topograf
- Emil Kaiser (Schriftsteller) (1868–1916), deutscher Maler, Schriftsteller und Theaterkritiker
- Emil Kaiser (Komponist, 1896) (1896–1966), österreichischer Komponist und Kapellmeister
- Emil Thomas Kaiser (1938–1988), US-amerikanischer Chemiker
- Engelbert Kaiser (1902–1976), deutscher Maler, Kirchenmusiker und Komponist
- Eric Kaiser, bekannt als K-Rino (* 1970), US-amerikanischer Rapper
- Eric Kaiser (Leichtathlet) (* 1971), deutscher Leichtathlet
- Erich Kaiser (Geologe) (1871–1934), deutscher Geologe und Mineraloge
- Erich Kaiser (Mediziner) (1925–2005), österreichischer Mediziner, Chemiker und Hochschullehrer
- Erich Kaiser-Titz (1875–1928), deutscher Schauspieler
- Ernst Kaiser (Maler) (1803–1865), deutscher Maler
- Ernst Kaiser, Pseudonym von Ewald August König (1833–1888), deutscher Schriftsteller
- Ernst Kaiser (Geograph) (1885–1961), deutscher Geograph
- Ernst Kaiser (Mathematiker) (1907–1978), Schweizer Mathematiker
- Ernst Kaiser (Autor) (1911–1972), österreichischer Autor und Übersetzer
- Esther Kaiser (* 1975), deutsche Sängerin
- Eugen Kaiser (1879–1945), deutscher Politiker (SPD)
- Evamaria Kaiser (auch Eva Maria Kaiser; 1927–1994), österreichische Rundfunkmoderatorin
- Eva Maria Kaiser (Journalistin) (auch Eva Maria Hoppe-Kaiser; * 1968), österreichische Theologin und Fernsehjournalistin
- Ewald Kaiser (1905–1992), deutscher Politiker (KPD)

### F
- Fabian Kaiser, deutscher Autor, Coach und Unternehmer
- Florian G. Kaiser (* 1959), Schweizer Psychologe und Hochschullehrer
- Frank Kaiser (* 1957), deutscher Fußballspieler
- Franz Kaiser (Turner) (1835–nach 1897), österreichischer Turner und Turnfunktionär
- Franz Kaiser (Architekt, 1870) (1870–1936), deutscher Architekt und Unternehmer
- Franz Kaiser (Architekt, 1888) (1888–1971), deutscher Architekt, Maler und Inflationsheiliger
- Franz Kaiser (Politiker) (1890–1988), deutscher Politiker (DVP)
- Franz Kaiser (Astronom) (1891–1962), deutscher Astronom
- Franz Kaiser (Fabrikant) (1901–1967), deutscher Uhrenfabrikant
- Franz Kaiser (Unternehmer) (1929–2000), deutscher Bauunternehmer
- Franz Wilhelm Kaiser (* 1957), deutscher Kunsthistoriker
- Frederick Kaiser (1889–1928), US-amerikanischer Geher
- Frederik Kaiser (auch Friedrich Kaiser; 1808–1872), niederländischer Astronom
- Frida Imboden-Kaiser (1877–1962), Schweizer Ärztin
- Friederike Kaiser (* 1965), deutsche Kulturhistorikerin
- Friedrich Kaiser (Schauspieler) (1814–1874), österreichischer Schauspieler und Schriftsteller
- Friedrich Kaiser (Maler) (1815–1889), deutscher Maler
- Friedrich Kaiser (Maschinenbauer) (1831–1897), deutscher Maschinenbauer und Erfinder
- Friedrich Kaiser (Bischof) (1903–1993), deutscher Geistlicher, Bischof von Caravelí
- Friedrich Kaiser (Politiker), deutscher Politiker, MdL Brandenburg
- Friedrich Kaiser (Mykologe) (1927–1991), deutscher Botaniker und Mykologe
- Fritz Kaiser (Politiker, 1877) (1877–1956), deutscher Jurist und Politiker (DVP), MdL Sachsen
- Fritz Kaiser (Maler) (1891–1974), deutscher Maler
- Fritz Kaiser (Politiker, 1901) (1901–1966), deutscher Politiker (BVP, CSU), MdL Bayern
- Fritz Kaiser (Fußballspieler), deutscher Fußballspieler und -trainer
- Fritz Kaiser (Unternehmer) (* 1955), Liechtensteiner Unternehmer

### G
- Gabriele Kaiser (* 1952), deutsche Mathematikerin und Hochschullehrerin
- Gebhard Kaiser (* 1948), deutscher Politiker (CSU)
- Georg Kaiser (Schauspieler), deutscher Schauspieler
- Georg Kaiser (1878–1945), deutscher Schriftsteller
- Georg Kaiser (Fußballspieler) (* 1948), deutscher Fußballtorhüter
- Georg Felix Kaiser (1883–1918), deutscher Musikkritiker
- George Kaiser (* 1942), US-amerikanischer Unternehmer
- Gerd Kaiser (Gerhard Ernst Richard Kaiser; * 1933), deutscher Historiker und Soziologe
- Gerhard Kaiser (Schachkomponist) (1890–1966), deutscher Schachkomponist
- Gerhard Kaiser (Germanist, 1927) (1927–2012), deutscher Germanist
- Gerhard Kaiser (Künstler) (* 1955), österreichischer Künstler
- Gerhard Kaiser (Germanist, 1969) (* 1969), deutscher Germanist
- Gerhard R. Kaiser (* 1943), deutscher Germanist
- Gert Kaiser (* 1941), deutscher Germanist und Wissenschaftsmanager
- Gilbert Kaiser (* 1949), liechtensteinischer Sportschütze
- Glenn Kaiser (* 1953), US-amerikanischer Musiker
- Gloria Kaiser (* 1950), österreichische Schriftstellerin
- Gottlieb Kaiser (1908–1981), deutscher Landwirt und Widerstandskämpfer
- Gottlieb Philipp Christian Kaiser (1781–1848), deutscher Theologe und Hochschullehrer
- Gregor Kaiser (* 1975), deutscher Politiker (Bündnis 90/Die Grünen)
- Gunnar Kaiser (1976–2023), deutscher Gymnasiallehrer, Schriftsteller, Blogger und Stand-up Comedian
- Günter Kaiser (* 1959), deutscher Maler und Stuckateur
- Günther Kaiser (1928–2007), deutscher Jurist und Kriminologe
- Gustav Kaiser (1871–1954), österreichischer Radiologe

### H
- Hannelore Kaiser (* 1953), deutsche Juristin und Richterin
- Hanns Kaiser (1921–2012), deutscher Internist und Rheumatologe
- Hans Kaiser (Apotheker) (1890–1977), deutscher Apotheker und Lebensmittelchemiker
- Hans Kaiser (Künstler) (1914–1982), deutscher Künstler
- Hans Kaiser (Pädagoge) (1919–1998), deutscher Pädagoge und Bildungsfunktionär
- Hans Kaiser (Politiker, 1926) (* 1926), österreichischer Politiker (SPÖ), Landtagsabgeordneter Niederösterreich
- Hans Kaiser (Politiker, 1938) (1938–2024), deutscher Politiker (SPD), MdL Niedersachsen
- Hans Kaiser (Mathematiker) (* 1944), deutscher Mathematiker und Hochschullehrer
- Hans Kaiser (Politiker, 1947) (* 1947), deutscher Politiker (CDU)
- Hans-Fritz Kaiser (1897–nach 1944), deutscher Gartentechniker und Parteifunktionär (NSDAP)
- Hans-Jörg Kaiser (1952–2015), österreichischer Architekt und Denkmalpfleger
- Hans-Jürgen Kaiser (* 1959), deutscher Organist
- Hans K. Kaiser (Hans Karl Kaiser; 1911–1985), deutscher Schriftsteller
- Harry Kaiser, US-amerikanischer Radrennfahrer
- Heinrich Kaiser (Tiermediziner) (1838–1913), deutscher Veterinärmediziner und Hochschullehrer
- Heinrich Kaiser (Physiker) (1907–1976), deutscher Physiker
- Heinrich Kaiser (Biologe) (1941–1986), deutscher Biologe (Libellenforscher) und Hochschullehrer
- Heinrich Alfred Kaiser (1883–1946), deutscher Architekt und Maler
- Heinz Kaiser (* 1941), deutscher Politiker (SPD)
- Hellmuth Kaiser (1893–1961), deutsch-US-amerikanischer Psychotherapeut
- Helmut Kaiser (Psychoanalytiker) (* 1942), deutscher Psychoanalytiker
- Helmut Kaiser (Zoologe, 1944) (* 1944), österreichischer Zoologe und Hochschullehrer
- Helmut Kaiser (Medienmanager), österreichischer Medienmanager und Intendant
- Helmut Kaiser (Zoologe, 1959) (1959–1994), österreichischer Entomologe
- Henriette Kaiser (* 1961), deutsche Schriftstellerin, Filmregisseurin und Journalistin
- Henry Kaiser (Komponist) (1861–nach 1920), französischer Komponist
- Henry Kaiser (Gitarrist) (* 1952), US-amerikanischer Musiker und Produzent
- Henry Felix Kaiser (1927–1992), US-amerikanischer Psychologe
- Henry John Kaiser (1882–1967), US-amerikanischer Industrieller
- Hermann Kaiser (Verleger) (1820–1881), deutscher Buchhändler und Verleger
- Hermann Kaiser (Widerstandskämpfer) (1885–1945), deutscher Lehrer, Offizier und Widerstandskämpfer
- Hermann Kaiser (Theaterkritiker) (1889–1978), deutscher Theaterwissenschaftler und Kritiker
- Hermann Kaiser (Politiker), deutscher Politiker (WP), MdL Sachsen
- Hermann-Josef Kaiser (1938–2021), deutscher Erziehungswissenschaftler

### I
- Ignatz Kaiser (1819–1895), deutscher Jurist und Politiker
- Ikarus Kaiser (* 1978), österreichischer Musikwissenschaftler, Organist und Komponist
- Ingeborg Kaiser (* 1930), deutsch-schweizerische Schriftstellerin
- Isabell Kaiser (* 1992), deutsche Handballspielerin
- Isabelle Kaiser (1866–1925), Schweizer Schriftstellerin
- Isolde Kaiser-Meinhardt (1913–2004), deutsche HNO-Ärztin und Hochschullehrerin

### J
- Jakob Kaiser (Reformator) († 1529), Schweizer Pfarrer und Reformator
- Jakob Kaiser (1818–1876), Schweizer Politiker (KK), siehe Jakob Keyser
- Jakob Kaiser (Archivar) (1834–1918), Schweizer Archivar
- Jakob Kaiser (Politiker, 1840) (1840–1920), liechtensteinischer Politiker, MdL Liechtenstein
- Jakob Kaiser (Märtyrer) (1885–1921), deutsch-russischer Geistlicher und Märtyrer
- Jakob Kaiser (1888–1961), deutscher Politiker (Zentrum, CDU)
- Jérémie Kaiser (* 1988), deutsch-französischer Schriftsteller und Illustrator
- Joachim Kaiser (Gartenarchitekt) (1910–1998), deutscher Garten- und Landschaftsarchitekt
- Joachim Kaiser (1928–2017), deutscher Journalist, Kritiker und Hochschullehrer
- Joachim Kaiser (Künstler) (1929–2010), deutscher Künstler und Kulturpolitiker
- Joachim Kaiser (Kapitän) (* 1947), deutscher Kapitän und Schiffsrestaurator
- Jochen-Christoph Kaiser (* 1948), deutscher Historiker, Theologe und Hochschullehrer
- Johann Kaiser (Politiker, 1806) (1806–1861), deutscher Jurist und Politiker, MdL Sachsen
- Johann Kaiser (Politiker, 1882) (1882–1962), österreichischer Politiker (CSP)
- Johann Anton Kaiser (1792–1853), Schweizer Balneologe
- Johann Georg Kaiser (1801–1872), deutscher Theologe
- Johann Philipp Kaiser (1797–1871), deutscher Landwirt und Mitglied der kurhessischen Ständeversammlung
- Johann Placidus Friedrich Kaiser (1823–1899), Schweizer Mediziner, Gesundheits- und Bildungspolitiker
- Johanna Kaiser (Malerin) (1912–1991), deutsche Malerin
- Johanna Kaiser (Fußballspielerin) (* 1996), deutsche Fußballspielerin
- Johannes Kaiser (Politiker, 1869) (1869–??), deutscher Politiker, MdL Preußen
- Johannes Kaiser (Leichtathlet) (1936–1996), deutscher Leichtathlet
- Johannes Kaiser (Schauspieler) (1941–2018), österreichischer Schauspieler
- Johannes Kaiser (Politiker, 1958) (* 1958), liechtensteinischer Politiker (FBP)
- Johannes Kaiser (Politiker, 1976) (* 1976), chilenischer Politiker, Begründer der Nationallibertären Partei
- Josef Kaiser (Oberamtmann) (1808–1872), badischer Oberamtmann
- Josef Kaiser (Unternehmer) (1862–1950), deutscher Kaffeeunternehmer
- Josef Kaiser (Uhrmacher) (1874–1940), deutscher Uhrenunternehmer
- Josef Kaiser (Architekt) (1910–1991), deutscher Architekt, Stadtplaner und Hochschullehrer
- Josef Kaiser (Bildhauer) (* 1954), österreichischer Bildhauer, Maler und Designer
- Josefine Ernst-Kaiser (um 1820–1873), österreichische Sängerin (Koloratursopran)
- Joseph Kaiser (Sänger) (* 1977), kanadischer Sänger (Tenor)
- Joseph Franz Kaiser (1786–1859), österreichischer Buchbinder, Lithograf, Verleger und Offizier
- Joseph Heinrich Kaiser (1921–1998), deutscher Rechtswissenschaftler
- Josip Kaiser (* 1954), kroatischer Künstler und Hochschullehrer
- Juan Kaiser (1859–1916), Schweizer Geschäftsmann
- Julia Kaiser (Biochemikerin) (Julia Kathie Kaiser; * 1978), deutsche Biochemikerin
- Julia Kaiser (Linguistin) (* 1986), deutsche Linguistin und Germanistin
- Julia Kaiser (Biathletin), deutsche Biathletin
- Julia C. Kaiser (Julia Cornelia Kaiser; * 1983), deutsche Drehbuchautorin und Filmregisseurin
- Julio Kaiser (1903–1954), spanischer Fußballspieler und -trainer
- Julius Kaiser (Musiker) (1829–1893), deutscher Klarinettist
- Julius Kaiser (Pädagoge) (1843–1906), deutscher Lehrer und Schulleiter
- Julius Kaiser (General) (1860–1925), österreichischer General
- Jürgen Kaiser (Pfarrer) (* 1963), deutscher Pfarrer
- Jürgen Kaiser (* 1980), deutscher Autor, Regisseur und Sprecher
- Jutta Kaiser (* 1972), deutsche Kanutin

### K
- Kai Luehrs-Kaiser (* 1961), deutscher Publizist und Musikkritiker
- Kajetan Georg von Kaiser (1803–1871), deutscher Chemiker
- Karin Kaiser (* 1962/1963), deutsche Wirtschaftswissenschaftlerin, Hochschullehrerin und Politikerin (AfD)
- Karl Kaiser (Politiker) (1866–1935), liechtensteinischer Politiker
- Karl Kaiser (Schriftsteller) (1868–nach 1901), deutscher Lyriker
- Karl Kaiser (Widerstandskämpfer) (1900–1986), Widerstandskämpfer gegen den Nationalsozialismus in der Kaiser/Riegraf-Gruppe
- Karl Kaiser (Richter) († 1966), deutscher Ingenieur und Richter
- Karl Kaiser (Volkskundler) (1906–1940), deutscher Volkskundler
- Karl Kaiser (Fabrikant) (1907–nach 1970), deutscher Unternehmer
- Karl Kaiser (Politikwissenschaftler) (* 1934), deutscher Politikwissenschaftler
- Karl Kaiser (Winzer) (1941–2017), österreichisch-kanadischer Winzer
- Karl Kaiser-Blüth (1868–1944), deutscher Kaufmann, siehe Liste der Stolpersteine im Kölner Stadtteil Neustadt-Süd
- Karl Funke-Kaiser (1900–1971), deutscher Versicherungsmanager, Sammler und Kunstmäzen
- Karl Georg Kaiser (Politiker) (1817–1865), Schweizer Politiker
- Karl Georg Kaiser (Maler) (1843–1916), Schweizer Maler und Politiker
- Karl-Heinz Kaiser (* 1931), deutscher Chorleiter und Dirigent
- Karl Johann Kaiser (1869–1918), deutscher Maler
- Kathina Kaiser (* 1945), deutsche Schauspielerin und Produktionsdesignerin
- Kerstin Kaiser (* 1960), deutsche Politikerin (Die Linke)
- Kirsten Kaiser (* 1961), deutsche Künstlerin
- Klaus Kaiser (* 1957), deutscher Politiker (CDU)
- Klaus-Dieter Kaiser (1935–2015), deutscher Historiker und Lehrer
- Klaus Felix Kaiser (1947–2012), Schweizer Botaniker
- Koloman Kaiser (1854–1915), österreichischer Dichter
- Konstantin Kaiser (* 1947), österreichischer Schriftsteller
- Kurt Kaiser (1906–1974), deutsch-italienischer Jazz- und Unterhaltungsmusiker sowie Comiczeichner, siehe Kurt Caesar
- Kurt Kaiser (Regisseur) (1912–1988), österreichischer Regisseur, Bühnenbildner und Autor
- Kurt Kaiser (Musiker) (* 1922), deutscher Musiker und Arrangeur
- Kurt Kaiser (Wintersportler) (* 1941), deutscher Skilangläufer und Biathlet
- Kurt Kaiser-Blüth (1903–1976), deutscher Journalist, Herausgeber, Schriftsteller und Widerstandskämpfer
- Kurt Frederic Kaiser (1934–2018), US-amerikanischer Kirchenmusiker
- Kyle Kaiser (* 1996), US-amerikanischer Automobilrennfahrer

### L
- Leander Kaiser (* 1947), österreichischer Maler
- Leonhard Kaiser (um 1480–1527), österreichischer Theologe und Reformator
- Lisa Kaiser (1916–1972), deutsche Archivarin und Bibliothekarin
- Livia Kaiser (* 2004), Schweizer Eiskunstläuferin
- Lothar Kaiser (* 1934), Pädagoge und Autor
- Lucia Kaiser (* 1992), deutsche Volleyballspielerin
- Ludwig Kaiser (1848–1933), deutscher Pädagoge, Direktor der Oranienschule Wiesbaden; Vater der Widerstandskämpfer Hermann Kaiser und Ludwig Kaiser sowie des Malers Heinrich Alfred Kaiser
- Ludwig Kaiser (Kommunalpolitiker) (1888–1972), deutscher Landwirt, Mitglied des Kurhessischen Kommunallandtags
- Ludwig Kaiser (Jurist) (1889–1978), deutscher Jurist, Pianist und Widerstandskämpfer
- Ludwig Kaiser (Landammann), Schweizer Politiker, Landammann Nidwalden, Pannerherr, Tagsatzungsgesandter
- Ludwig Friedrich Kaiser (1779–1819), deutscher Maler
- Ludwig Maria Kaiser (1765–1840), Schweizer Politiker
- Lydia Kaiser (* 1982), deutsche Physikerin und Hochschullehrerin

### M
- Manfred Kaiser (1929–2017), deutscher Fußballspieler
- Manfred Kaiser (Volleyballspieler) (* 1960), deutscher Volleyballspieler und -trainer
- Manfred Schmitz-Kaiser (* 1951), deutscher Rechtsanwalt und Bankmanager
- Marcus Kaiser (* 1966), deutscher Fotograf und Medienkünstler
- Mareice Kaiser (* 1981), deutsche Journalistin, Autorin und Kolumnistin
- Maria Regina Kaiser (* 1952), deutsche Schriftstellerin
- Marianne Kaiser (* um 1934), deutsche Musikpädagogin und Sängerin (Sopran)
- Marie Luise Kaiser (* 1953), deutsche Schriftstellerin
- Mario Kaiser (* 1970), deutscher Journalist
- Marius Kaiser (1877–1969), österreichischer Hygieniker
- Markus Kaiser (Fotograf) (* 1974), österreichischer Architekturfotograf
- Markus Kaiser (Journalist) (* 1978), deutscher Journalist
- Martin Kaiser (* 1965), deutscher Experte für Naturschutz, Klimapolitik, Energiepolitik, Wälder
- Martin Seeleib-Kaiser (* 1964), deutscher Sozialwissenschaftler und Hochschullehrer
- Martina Kaiser (Galeristin) (* 1961), deutsche Galeristin
- Martina Kaiser (* 1970), österreichische Moderatorin und Sängerin
- Martina Severin-Kaiser (1959–2016), deutsche Theologin
- Matthäus Kaiser (1924–2011), deutscher Theologe
- Matthias Kaiser (Märtyrer) (1921–1944), deutscher Leutnant und Märtyrer
- Matthias Kaiser (Autor) (* 1950), deutscher Koch, Restaurantkritiker und Autor
- Matthias Kaiser (Fußballspieler) (* 1955), deutscher Fußballspieler
- Matthias Kaiser (Dramaturg) (* 1956), deutscher Dramaturg, Regisseur und Librettist
- Matthias Kaiser (Rennfahrer) (* 1991), Liechtensteiner Automobilrennfahrer
- Max Kaiser (1862–1948), österreichischer Architekt
- Maximilian Funke-Kaiser (* 1993), deutscher Politiker (FDP), MdB
- Maya Büchi-Kaiser (* 1963), Schweizer Politikerin
- Michael Kaiser (Politiker) (1827–1890), liechtensteinischer Politiker
- Michael Kaiser (Manager) (* 1953), US-amerikanischer Kulturmanager
- Michael Kaiser (Regisseur) (* 1977), deutscher Regisseur, Dramaturg und Performer
- Michael Kaiser (Radsportler) (* 1987), dänischer Radsportler
- Michaela Kaiser (* 1973), österreichische Grasskiläuferin

### N
- Natasha Kaiser-Brown (* 1967), US-amerikanische Leichtathletin
- Nicholas Kaiser (1954–2023), britischer Astronom
- Nicole Kaiser (* 1994), österreichische Judoka
- Niklaus Kaiser (1806–1869), Schweizer Förster und Politiker
- Niklaus Kaiser (Politiker) (1819–1886), Schweizer Unternehmer und Politiker
- Nils Kaiser (* 2002), deutscher Fußballspieler
- Nina Kaiser (* 1998), deutsche Schauspielerin, siehe Nina Chuba
- Norbert Kaiser (* 1944), deutscher Journalist, Lyriker und Liedtexter

### O
- Oldřich Kaiser (* 1955), tschechischer Schauspieler
- Olga Kaiser (1897–1947), Schweizer Schriftstellerin und Dramatikerin
- Olga Kaiser (Politikerin), deutsche Jugendfunktionärin und Politikerin, MdL Brandenburg
- Oskar Kaiser (Architekt) (1838–1914), deutscher Architekt und Baumeister
- Oskar Kaiser (Schauspieler) (1864–1942), deutscher Schauspieler und Theaterleiter
- Oskar Kaiser (Entomologe) (1896–1935), österreichischer Entomologe
- Oskar Johann Kaiser (1907–2001), deutscher Uhrenunternehmer
- Oswald Kaiser (1600–1686), Schweizer Jesuitenpater, Kunstschreiner und Baumeister
- Otto Kaiser (Forstmann) (1824–1915), deutscher Forstmann
- Otto Kaiser (Unternehmer) (1873–1943), Schweizer Unternehmer
- Otto Kaiser (Ingenieur) (1879–1948), deutscher Unternehmer
- Otto Kaiser (Prediger) (1880–1925), deutscher Rabbiner und Religionslehrer
- Otto Kaiser (Eiskunstläufer) (1901–1977), österreichischer Eiskunstläufer
- Otto Kaiser (SS-Mitglied) (1913–1996), deutscher SS-Oberscharführer
- Otto Kaiser (Theologe) (1924–2017), deutscher Theologe
- Otto Kaiser, bürgerlicher Name von Otto Quirin (1927–2022), deutscher Maler
- Otto Kaiser-Columberg (1908–1987), Schweizer Maler

### P
- Patricia Kaiser (* 1984), österreichisches Model
- Paul Kaiser (Theologe) (1852–1917), deutscher Pfarrer, Schriftsteller und Lieddichter
- Paul Kaiser (Widerstandskämpfer), deutscher Widerstandskämpfer
- Paul Kaiser (Museumsleiter) (1915–2005), deutscher Museumsleiter
- Paul Kaiser (Fußballspieler) (* 1922), deutscher Fußballspieler
- Paul Kaiser (Künstler) (* 1956), deutscher Künstler
- Paul Kaiser (Kulturwissenschaftler) (* 1961), deutscher Kulturwissenschaftler und Kurator
- Paul Kaiser (Schauspieler) (* 1964), Schweizer Schauspieler
- Peter Kaiser (Historiker, 1793) (1793–1864), Liechtensteiner Historiker und Politiker
- Peter Kaiser, deutscher Schuhfabrikant, siehe Peter Kaiser Schuhfabrik
- Peter Kaiser (Mediziner, 1932) (* 1932), deutscher Humangenetiker und Gynäkologe
- Peter Kaiser (Maler) (* 1939), deutscher Maler
- Peter Kaiser (Politiker, 1958) (* 1958), österreichischer Politiker (SPÖ), Landeshauptmann Kärnten
- Peter Kaiser (Künstler) (* 1960), deutscher Künstler; Installation, Licht und Kunst im Außenraum
- Peter Kaiser (Religionswissenschaftler) (* 1961), deutscher Psychiater, Ethnologe, Religionswissenschaftler und Hochschullehrer
- Peter Kaiser (Politiker, 1966) (* 1966), deutscher Politiker (CDU), MdL Nordrhein-Westfalen
- Peter Kaiser (Historiker, 1976) (* 1976), deutscher Historiker
- Peter Leopold Kaiser (1788–1848), deutscher Priester, Bischof von Mainz
- Philip Mayer Kaiser (1913–2007), US-amerikanischer Regierungsbeamter, Hochschullehrer und Diplomat
- Philipp Kaiser (* 1972), Schweizer Kunstkritiker und Kurator
- Pia Kaiser (1912–1968), deutsche Politikerin (CDU)

### R
- Raimund Kaiser († 1880), österreichischer Pfarrer, Meteorologe und Arachnologe
- Reinhard Kaiser (1950–2025), deutscher Schriftsteller
- Reinhard Kaiser-Mühlecker (* 1982), österreichischer Schriftsteller
- Reinhold Kaiser (* 1943), deutscher Mediävist
- Renato Kaiser (* 1985), Schweizer Slampoet und Kabarettist
- Richard Kaiser (Maler) (1868–1941), deutscher Maler und Radierer
- Richard Kaiser (Politiker) (1935–2019), österreichischer Politiker (ÖVP)
- Robert Kaiser (Mediziner), deutscher Gynäkologe und Sportarzt, ab 1940 Reichsbundleiter des Reichsbundes Deutsche Familie
- Robert Kaiser (Fußballspieler) (* 1946), österreichischer Fußballspieler
- Robert Kaiser (Radsportler) (1979–2000), deutscher Radsportler
- Roland Kaiser (Schauspieler) (1943–1998), deutscher Schauspieler und Synchronsprecher
- Roland Kaiser (* 1952), deutscher Schlagersänger
- Rolf Kaiser (Anglist) (1909–1979), deutscher Anglist und Hochschullehrer
- Rolf Kaiser (Mediziner) (1920–1994), deutscher Gynäkologe und Hochschullehrer
- Rolf Kaiser (Diplomat) (* 1943), deutscher Volkswirt und Diplomat
- Rolf Kaiser (Musiker) (* 1952), deutscher Gitarrist
- Rolf Kaiser (Fußballspieler) (* 1954), deutscher Fußballspieler
- Rolf-Ulrich Kaiser (* 1943), deutscher Autor und Musikproduzent
- Roman Kaiser (* 1945), Schweizer Chemiker
- Ronny Kaiser (* 1990), Schweizer Pokerspieler
- Roswitha Kaiser (* 1957/1958), deutsche Architektin und Konservatorin
- Rudolf Kaiser (Unternehmer) († 1943), deutscher Unternehmensgründer
- Rudolf Kaiser (Ingenieur) (1903–nach 1970), deutscher Ingenieur, Unternehmer und Erfinder
- Rudolf Kaiser (Techniker) (1907–nach 1971), deutscher Fernmeldetechniker
- Rudolf Kaiser (Keramiker) (1910–1980), deutscher Keramiker
- Rudolf Kaiser (Mediziner, 1920) (1920–1994), deutscher Gynäkologe
- Rudolf Kaiser (Flugzeugkonstrukteur) (1922–1991), deutscher Segelflugzeugkonstrukteur
- Rudolf Kaiser (Physiker) (1923–1986), deutscher Physiker
- Rudolf Kaiser (Anglist) (* 1927), deutscher Anglist und Hochschullehrer
- Rudolf Kaiser (Mediziner, 1945) (* 1945), deutscher Radiologe
- Rudolf Kaiser (Bildhauer) (* 1955), deutscher Bildhauer
- Rudolf E. Kaiser (1930–2021), deutscher Chemiker
- Ruth Kaiser (1921–2000), deutsche Fotografin
- Ruud Kaiser (* 1960), niederländischer Fußballspieler und -trainer

### S
- Sandra Kaiser (* 1983), österreichische Skispringerin
- Sandro Kaiser (* 1989), deutscher Fußballspieler
- Sarah Kaiser (* 1974), deutsche Sängerin
- Sebastian Kaiser-Jovy (* 1974), deutscher Sportökonom und Hochschullehrer
- Sepp Kaiser (1872–1936), Schweizer Architekt
- Siegfried Kaiser (Fußballspieler) (1926–2019), deutscher Fußballspieler
- Siegfried Kaiser (Gewerkschafter) (* 1929), deutscher Gewerkschafter (FDGB) und Politiker, MdV
- Siegfried Kaiser (Ingenieur) (1930–2017), deutscher Ingenieur und Hochschullehrer
- Siegfried Kaiser (Architekt), deutscher Architekt
- Simon Kaiser (* 1999), deutscher Biathlet
- Simon Kaiser (Politiker) (1828–1898), Schweizer Politiker
- Stefan Kaiser (Künstler) (* 1952), deutscher Zeichner, Bildhauer, Kupferstecher und Kunsterzieher
- Stefan Kaiser (Bildhauer) (* 1956), deutscher Bildhauer
- Stefan Kaiser (Skispringer) (* 1983), österreichischer Skispringer
- Stefanie Kaiser (* 1992), österreichische Handballspielerin
- Steffen Kaiser (* 1966), deutscher Regisseur
- Stephan Kaiser (* 1971), deutscher Wirtschaftswissenschaftler
- Stephanie Kaiser (* 1982), deutsche IT-Managerin und IT-Unternehmerin
- Susanne Kaiser (Schriftstellerin) (1932–2007), deutsche Schriftstellerin und Übersetzerin
- Susanne Kaiser (Journalistin) (* 1980), deutsche Journalistin und Autorin
- Sven Kaiser (Politiker) (* 1971), deutscher Kommunalpolitiker (CDU)
- Sven Kaiser (Fußballspieler) (* 1973), deutscher Fußballspieler

### T
- Theodor Kaiser (Unternehmer, 1862) (1862–1930), deutscher Konditor und Süßwarenfabrikant, siehe Fr. Kaiser #Geschichte
- Theodor Kaiser (Unternehmer, 1906) (1906–1950), deutscher Ingenieur und Unternehmensgründer, siehe Kaiser Fahrzeugbau #Geschichte
- Thomas Kaiser (Fotograf) (* 1961), deutscher Fotograf
- Thomas Kaiser (Kostümbildner) (* 1961), deutscher Kostümbildner
- Thomas Kaiser (Offizier), Schweizer Divisionär
- Thomas M. Kaiser, deutscher Zoologe, Paläontologe und Hochschullehrer
- Thomas O. H. Kaiser (* 1963), deutscher Theologe
- Thomas R. Kaiser (1924–1998), australischer Physiker
- Tina Kaiser (Moderatorin) (eigentlich Martina Kaiser; * 1977), deutsche Fernsehmoderatorin und Model
- Tina Kaiser (Journalistin) (* 1978), deutsche Journalistin und Reporterin
- Tobias Kaiser (Historiker) (* 1971), deutscher Historiker
- Tobias Kaiser (Mathematiker) (* 1975), deutscher Mathematiker und Hochschullehrer
- Tobias Kaiser (* 1979), deutscher Gitarrist, Mitglied von Heldmaschine

### U
- Ulrich Kaiser (Sportjournalist) (1934–2015), deutscher Sportjournalist
- Ulrich Kaiser (Musiktheoretiker) (* 1963), deutscher Musiktheoretiker
- Ulrich Kaiser (Dirigent) (* 1973), deutscher Chorleiter, Dirigent und Kirchenmusiker
- Ulrike Kaiser (Journalistin) (* 1952), deutsche Journalistin und Gewerkschafterin
- Ulrike Kaiser (Judoka) (* 1978), Liechtensteiner Judoka
- Ursula Ulrike Kaiser (* 1971), deutsche Theologin
- Ute Kaiser (Physikerin) (* 1953), deutsche Physikerin und Hochschullehrerin
- Ute Jung-Kaiser (* 1942), deutsche Musikwissenschaftlerin und Hochschullehrerin
- Uwe Kaiser (* 1962), deutscher Fußballspieler

### V
- Vanessa Kaiser (Schriftstellerin) (* 1976), deutsche Schriftstellerin
- Vanessa Kaiser (Politikwissenschaftlerin) (* 1977), chilenische Politikwissenschaftlerin, Kolumnistin und Politikerin
- Verena Kaiser, Geburtsname von Vea Kaiser (* 1988), österreichische Schriftstellerin
- Verena Kaiser (Boxerin) (* 1992), deutsche Boxerin

### W
- Walter Kaiser (Pfarrer) (1884–1967), deutscher evangelischer Pfarrer
- Walter Kaiser (Maler) (1899–1973), deutscher Maler
- Walter Kaiser (Fußballspieler) (1907–1982), deutsch-französischer Fußballspieler
- Walter Kaiser (Botaniker) (1908–1996), deutscher Botaniker und Phytopathologe
- Walter Kaiser, Pseudonym Walter Gorrish (1909–1981), deutscher Schriftsteller
- Walter Kaiser (Ingenieur) (1923–1965), deutscher Ingenieur und Manager
- Walter Kaiser (Tänzer) (1930/1931–2016), Schweizer Tänzer
- Walter Kaiser (Technikhistoriker) (* 1946), deutscher Technikhistoriker und Hochschullehrer
- Walther Kaiser (Unternehmer) (1878–1923), deutscher Unternehmensgründer
- Walther Kaiser (Judoka) (* 1973), liechtensteinischer Judoka
- Werner Kaiser (Politiker, 1868)  (1868–1926), Schweizer Jurist und Politiker
- Werner Kaiser (Ornithologe) (1913–2000), deutscher Lehrer und Ornithologe
- Werner Kaiser (Ägyptologe) (1926–2013), deutscher Ägyptologe
- Werner Kaiser (Chorleiter) (1930–1993), deutscher Chorleiter
- Werner Kaiser (Politiker, 1933) (* 1933), deutscher Politiker (NDPD), MdV
- Werner Kaiser (Fußballspieler, 1943) (* 1943), deutscher Fußballspieler
- Werner Kaiser (Botaniker) (* 1944), deutscher Pflanzenphysiologe und Hochschullehrer
- Werner Kaiser (Fußballspieler, 1949) (* 1949), deutscher Fußballspieler
- Werner A. Kaiser (Werner Alois Kaiser; 1949–2013), deutscher Radiologe und Hochschullehrer
- Wilhelm Kaiser (Schauspieler) (1813–1892), deutscher Schauspieler
- Wilhelm Kaiser (General) (1869–1945), deutscher Generalmajor
- Wilhelm Kaiser (Politiker, 1877) (1877–1961), deutscher Politiker (Zentrum), MdPL Westfalen
- Wilhelm Kaiser (Politiker, II), deutscher Politiker (SPD), Mitglied des Danziger Volkstages
- Wilhelm Kaiser (Maler, 1890) (1890–1969), deutscher Maler
- Wilhelm Kaiser (Astronom) (1895–1983), Astronom
- Wilhelm Kaiser (Architekt) (1899–1966), österreichischer Architekt
- Wilhelm Kaiser (Maler, 1917) (1917–2009), deutscher Maler
- Wilhelm Kaiser (Maler, 1920) (Wilhelm Kaiser-Grande; * 1920), österreichischer Maler und Hochschullehrer
- Wilhelm Kaiser-Lindemann (1940–2010), deutscher Komponist und Hornist
- Wilhelmine Kaiser (1899–1988), deutsche Politikerin (KPD)
- Willi Kaiser (Politiker, I), deutscher Jugendfunktionär und Politiker, MdV
- Willi Kaiser (Politiker, 1932) (1932–2017), deutscher Politiker (SPD), MdL Bayern
- Willi Kaiser-Heyl (Wilhelm Kaiser-Heyl; 1876–1953), deutscher Schauspieler und Sänger
- Willy Kaiser (Wilhelm Kaiser; 1912–1986), deutscher Boxer
- Wolf Kaiser (1916–1992), deutscher Schauspieler
- Wolf Kaiser (Historiker) (* 1948), deutscher Historiker
- Wolfgang Kaiser (Informatiker) (1923–2005), deutscher Nachrichtentechniker und Hochschullehrer
- Wolfgang Kaiser (KgU) (1924–1952), deutscher Chemiestudent und Mitglied der Kampfgruppe gegen Unmenschlichkeit
- Wolfgang Kaiser (Physiker) (1925–2023), deutscher Physiker
- Wolfgang Kaiser (Musiker) (1929–2020), deutscher klassischer Pianist
- Wolfgang Kaiser (General) (1930–2023), deutscher Generalleutnant der Nationalen Volksarmee
- Wolfgang Kaiser (Chemiker) (* 1936), Schweizer Polymerwissenschaftler und Hochschullehrer
- Wolfgang Kaiser (Maler) (* 1941), deutscher Maler und Fotolithograf
- Wolfgang Kaiser (Politiker) (* 1949), deutscher Politiker (Bündnis 90/Die Grünen)
- Wolfgang Kaiser (Historiker) (* 1951), deutscher Historiker
- Wolfgang Kaiser (Schachspieler) (* 1962), deutscher Schachspieler
- Wolfgang Kaiser (Rechtswissenschaftler) (* 1963), deutscher Rechtswissenschaftler und Hochschullehrer
- Wolfram Kaiser (* 1966), deutscher Historiker
- Wollie Kaiser (* 1950), deutscher Jazzmusiker
- Wulf Kaiser (* 1964), deutscher Ingenieur und Hochschullehrer

### Y
- Yves Kaiser (* 1998), Schweizer Fußballspieler

## Fiktive Personen
- Professor Kaiser, eine österreichische Radio-Comedy-Serie
- Herr (Günter) Kaiser, eine Werbefigur der Hamburg-Mannheimer